# Jiří Hájek (skladatel)
Jiří Hájek (* 24. října 1976 Třebíč) je český hudební skladatel.

## Biografie
Jiří Hájek se narodil v Třebíči, ale pochází z Okříšek. V roce 1989 založil hudební skupinu Oplzlé návrhy, kde účinkoval jako kytarista a zpěvák, skupina fungovala do roku 1996. Roku 1991 nastoupil na střední odborné učiliště – obor tesař v Jihlavě, studium ukončil v roce 1993. Mezi lety 1996 a 1998 vystudoval nástavbu na stavební průmyslovce v Třebíči, od roku 1999 do roku 2005 studoval na Konzervatoři Jaroslava Ježka obor klasické kytary u Jaromíry Ježkové a od roku 2005 do roku 2010 studoval na Akademii múzických umění, obor skladba u Ivana Kurze. Během studia na konzervatoři studoval soukromě skladbu a dirigování u PhDr. Štěpána Koníčka. Mezi lety 2004 a 2008 působil jako dirigent Symfonického orchestru Prahy 8. Od roku 2009 se věnuje převážně filmové a divadelní hudbě.

## Filmová hudba
- 2009 - Zuřivost - krátkometrážní - režie: Tomáš Hájek
- 2009 - Malé lži - studentský film - režie: William Lee
- 2010 - Žádost o azyl z ekologických důvodů - krátkometrážní - režie: William Lee
- 2010 - Já, Ty, My - krátkometrážní - režie: Tomáš Hájek
- 2010 - Doktor pro zvláštní případy - tv film - režie: Ivan Pokorný
- 2011 - Villa Faber - tv film - režie: Radek Bajgar
- 2012 - Záblesky chladné neděle - režie: Ivan Pokorný
- 2013 - Nevinné lži - Lež má rozbité auto - tv seriál - režie: Vojtěch Kotek
- 2013 - Nevinné lži - Druhý dech - tv seriál - režie: Petr Zahrádka
- 2013 - Nevinné lži - Byl lásky čas - tv seriál - režie: Tereza Kopáčová
- 2013 - Škoda lásky - Pravda - tv seriál - režie:  Petr Zahrádka
- 2013 - Škoda lásky - Manželka - tv seriál - režie:  Petr Zahrádka
- 2014 - Škoda lásky - Úspěšný lov - tv seriál - režie:  Petr Zahrádka
- 2014 - Nevinné lži - Zrádce - tv seriál - režie: Tereza Kopáčová
- 2014 - Neviditelní - tv seriál - režie: Radek Bajgar
- 2014 - Pot, slzy, naděje - tv seriál - režie: Jan Reinisch
- 2015 - Vraždy v kruhu - tv seriál - režie: Ivan Pokorný
- 2016 - Slíbená princezna - tv film: režie: Ivan Pokorný
- 2017 - Četníci z Luhačovic - tv seriál: režie: Biser Arichtev, Peter Bebjak, Dan Wlodarczyk
- 2018 - Dvě nevěsty a jedna svatba - režie: Tomáš Svoboda
- 2018 - Miss Hanoi - režie: Zdeněk Viktora
- 2018 - Lynč - tv seriál - režie: Jan Bártek, Klára Jůzová, Harold Apter
- 2019 - Jak si nepodělat život - Až budou krávy lítat - tv seriál: režie: Tereza Kopáčová
- 2019 - Černé vdovy - tv seriá - režie: Radek Bajgar
- 2019 - Uzly a pomeranče - režie: Ivan Pokorný
- 2019 - Teroristka - režie: Radek Bajgar
- 2020 - Poldové a nemluvně - tv seriál - režie: Radek Bajgar, Jan Bártek
- 2021 - Ochránce - tv seriál - režie:Tereza Kopáčová, Tomáš Mašín
- 2021 - Osada - tv seriál - režie: Radek Bajgar, Jan Bártek
- 2021 - Případ Roubal - tv seriál - režie: Tereza Kopáčová
- 2021 - Kurz manželské touhy - režie: Radek Bajgar
- 2021 - Manon Lescaut - režie: Daniela Špinar
- 2022 -  Odznak Vysočina - tv seriál - režie: Pavel Soukup, Andy Fehu, Marek Najbrt, Jan Haluza
- 2022 - Jitřní záře - tv seriál - režie: Dan Wlodarczyk
- 2022 - Chlap - tv seriál - režie: Peter Bebjak, Robert Švéda, Martin Kazimír, Zuzana Marianková
- 2022 - Indián - režie: Tomáš Svoboda
- 2023 - Osada II.- tv seriál - režie: Radek Bajgar, Jan Bártek
- 2023 - Děti Nagana - režie: Dan Pánek
- 2023 - Odznak Vysočina II. - tv seriál - režie: Pavel Soukup, Andy Fehu, Marek Najbrt, Jan Haluza
- 2024 - Smysl pro tumor - tv seriál - režie: Tereza Kopáčová
- 2024 - Záhadné případy - tv seriál - režie: Lukáš Hanulák, Andy Fehu, Jan Haluza
- 2024 - Odznak Vysočina III. - tv seriál - režie: Pavel Soukup, Andy Fehu, Marek Najbrt, Jan Haluza
- 2024 - Docent II. - režie: Jiří Strach
- 2025 - Srnky - režie: Tomáš Svoboda
- 2025 - Moloch - tv seriál: režie: Lukáš Hanulák
- 2025 - Neporazitelní - režie: Dan Pánek